# Philipp Mohler
Philipp Mohler   (Kaiserslautern, 26 de novembre de 1908 - Frankfurt del Main, 11 de setembre de 1982) va ser un compositor alemany. De 1958 a 1976 va ser director de la Musikhochschule Frankfurt del Main.
Mohler va estudiar a l'Acadèmia de Música de Múnic, entre d'altres, Joseph Haas. El 1928 es va fer membre de la fraternitat catòlica ""KDStV Aenania Munich". Després de treballar com a mestre i director d'orquestra a Múnic, Nuremberg i Landau es va establir el 1940 com a successor d'Hugo Distler va ensenyar composició i direcció d'orquestra a la Acadèmia de Música de Stuttgart. A partir de 1943 va ocupar una càtedra. El 1958 es va convertir en director de la "Musikhochschule Frankfurt", nomenament, que va dirigir fins a 1976 (fins a l'any 1973). Va treballar, a més de la música orquestral i de cambra, un enfocament creatiu Mohler música vocal, en la qual també va compondre cançons, cors i cantates per a joves i aficionats. A més del seu mestre Joseph Haas, Paul Hindemith també va influir en l'estil de Mohler.
Mohler va rebre diversos premis, incloent el Ordre de Mèrit primera classe (1968), la Gran Creu del Mèrit (1974), la Medalla Goethe de l'Estat de Hesse (1975) i la placa Peter Cornelius de Renània-Palatinat (1976). L' Associació de Cant Palatine li atorga una medalla a Philipp Mohler en el seu honor.